# Джумла
Джумла (неп. जुम्ला, англ. Jumla) — селище у непальській провінції Карналі-Прадеш, адміністративний центр однойменного району.

## Географія
Розташовується у центрі провінції.

### Клімат
Містечко знаходиться у зоні, котра характеризується континентальним субарктичним кліматом. Найтепліший місяць — липень із середньою температурою 16.3 °C (61.3 °F). Найхолодніший місяць — січень, із середньою температурою -1.3 °С (29.7 °F).
| Клімат Джумли           | Клімат Джумли | Клімат Джумли | Клімат Джумли | Клімат Джумли | Клімат Джумли | Клімат Джумли | Клімат Джумли | Клімат Джумли | Клімат Джумли | Клімат Джумли | Клімат Джумли | Клімат Джумли | Клімат Джумли |
| Показник                | Січ.          | Лют.          | Бер.          | Квіт.         | Трав.         | Черв.         | Лип.          | Серп.         | Вер.          | Жовт.         | Лист.         | Груд.         | Рік           |
| Середній максимум, °C   | 3,2           | 4,1           | 8             | 12,1          | 14,9          | 17,1          | 16,9          | 16            | 14,8          | 11,2          | 7,5           | 5             | 10,9          |
| Середня температура, °C | −1,3          | 0,1           | 4,2           | 8,9           | 12,4          | 15,4          | 16,3          | 16            | 14,1          | 9,3           | 4,6           | 0,6           | 8,4           |
| Середній мінімум, °C    | −11,6         | −10,5         | −6,4          | −2,3          | 1             | 4,8           | 6,8           | 6,5           | 3,8           | −2,2          | −7,3          | −10,4         | −2,3          |
| Норма опадів, мм        | 23.3          | 38.3          | 52.9          | 46.2          | 52.5          | 69.5          | 145.3         | 149           | 88.6          | 33.8          | 10.7          | 18.8          | 728.9         |
| Днів з опадами          | 4,9           | 5,6           | 5             | 4,9           | 7             | 12,8          | 18,9          | 18,1          | 13,3          | 3,3           | 1,7           | 2,2           | 97,7          |
| Вологість повітря, %    | 59.2          | 58.8          | 52.3          | 48.9          | 53.6          | 66.5          | 79.2          | 81.3          | 75.9          | 65.3          | 59.2          | 55.9          | 63            |
| ----------------------- | ------------- | ------------- | ------------- | ------------- | ------------- | ------------- | ------------- | ------------- | ------------- | ------------- | ------------- | ------------- | ------------- |
| Джерело: Weatherbase    |               |               |               |               |               |               |               |               |               |               |               |               |               |